# エリトリアディクディク
エリトリアディクディク(Madoqua saltiana)はアフリカの角の半砂漠地帯、森林地帯、茂みに生息する小さなアンテロープの一種で、ケニア北部やスーダン東部にも少数生息している 。19世紀初頭にエチオピア帝国で発見され、英語名のSalt's dikdikは、その発見者、ヘンリー・ソルトにちなんで名付けられた。

## 説明
エリトリアディクディクは体長52 - 57センチメートル(20 - 26インチ)、体高33 - 41センチメートル(13 - 16インチ)、体重2.5 - 4.0キログラム(5.5 - 8.8ポンド)である。他のディクディクのように、先の尖った小さな角はオスにだけついている。体色は亜種によってかなり異なる。

## 分類
近い関係であるシルヴァー・ディクディクとともに、エリトリアディクディクはMadoqua(ディクディク)属のMadoqua(ディクディク)という亜属である(他のディクディクは同様にMadoqua(ディクディク)属であるが、Rhychotragusという亜属である)。この亜属の分類学は複雑で、議論の対象となっている。今日、最も広く使われているディクディクの分類における扱いは1978年の検討に基づいているが、1972年の検討では、かなり異なった扱いが提示されている 。1978年の検討では、silver dik-dikは別の単型として扱われ、エリトリアディクディクは五つの亜種を持つとされた。
- M. s. saltiana : エチオピア北部からエリトリア、そしてスーダンの極東部で見られ、比較的大きく、背中は赤みがかった灰色である。
- M. s. hararensis : エチオピア東部のハラリ地方で見られ、背中は赤褐色で、脇腹は赤黒い。
- M. s. lawrenci : ソマリア東部および南東部で見られ、背中は銀色で、脇腹はあずき色である。
- M. s. phillipsi : ソマリア北部で見られ、背中は灰色で、脇腹はオレンジ色である。
- M. s. swaynei : エチオピア南部のジュバ川の谷の地域、ソマリア南部、ケニア極北部で見られ、背中は茶色がかった灰色である。

2003年に上記のそれぞれの種は進化学的種を表すということを提案されたが、 現在、ほとんどの人はこれらが亜属であるという認識を保っている。しかし、1972年の検討は上記のものとかなり異なる。1972年の検討での扱いのもとでは、エリトリアディクディク (saltianaとcordeauxiという亜種をもつ)、 Phillip's dik-dik (phillipsi、gubanensis、hararensis そしてlawrenceiという亜種を持つ) そして、Swayne's dik-dik (swaynei、erlangeriそしてpiancentiniiという亜種を持つ)の三種はMadoqua(ディクディク)という亜属として認識されている。1978年、cordeauxi, gubanensisそしてerlangeri といったタクソンは完全に無効であると見なされた。

## 行動
エリトリアディクディクは内気な動物である。昼時の暑さを避けるため、夜や夕暮れに活発に活動し、薄明薄暮性の動物であると考えられている。集団では支配的なディクディクは頭頂部の毛をたてている。エリトリアディクディクはだいたい一組か小さなグループでみられ、主にアカシアの木の葉や芽を食べる。この種の生殖行動についてはあまり分かっていない。

## 参照
1. 1 2 3  Heckel, J.-O., Wilhelmi, F., Kaariye, X.Y., Rayaleh, H.A. & Amir, O.G. (2008). "Madoqua saltiana". IUCN Red List of Threatened Species. Version 2008. International Union for Conservation of Nature. 2009年3月29日閲覧。 Database entry includes a brief justification of why this species is of least concern.
2. ↑  http://www.scirecordbook.org/salt-dik-dik/
3. ↑  http://www.abebooks.com/servlet/BookDetailsPL?
bi=9217116097&searchurl=xpod%3Don%26podrfn%3Don%26bx%3Don%26tn%3Dlife+correspondence+henry+salt+consul+general+egypt%26kn%3Dlife+correspondence+henry+salt+consul+general+egypt+NOT+%28%22print+on+demand%22+OR+%22printed+on+demand%22%29
4. 1 2  Jonathan Kingdon(1997). The Kingdon Guide to African Mammals.  Academic Press. ISBN 0-12-408355-2
5. ↑  Haltenorth, T., and H. Diller (1980). Mammals of Africa Including Madagascar. HarperCollins. ISBN 0 00 219778 2
6. 1 2 3  Ansell, W. F. H. (1972). Order Artiodactyla. Part 15. Pp. 1-84. in: Meester, J., and H. W. Setzer, eds (1972). The mammals of Africa: An identification manualSmithsonian Institution Press, Washington, D.C.
7. ↑  Wilson, D.E.; Reeder, D.M., eds. (2005). Mammal Species of the World: A Taxonomic and Geographic Reference (3rd ed.). Johns Hopkins University Press. ISBN 978-0-8018-8221-0. OCLC 62265494。
8. 1 2  Derek Yalden(1978). A revision of the dik-diks of the subgenus Madoqua (Madoqua). Monitore Zoologico Italiano, n.s. suppl. 11: 245-264.
9. 1 2 3  Wilson, D.E.; Reeder, D.M., eds. (2005). Mammal Species of the World: A Taxonomic and Geographic Reference (3rd ed.). Johns Hopkins University Press. ISBN 978-0-8018-8221-0. OCLC 62265494。
10. ↑  Cotterill, F. P. D. 2003. Species concepts and the real diversity of antelopes. in: Plowman, A., eds (2003). Proceedings of the Ecology and Conservation of Mini-antelope: An International Symposium on Duiker and Dwarf Antelope in Africa. Filander Verlag: Füürth. pp. 59-118.